# 56a Mostra Internacional de Cinema de Venècia
La 56a Mostra Internacional de Cinema de Venècia es va celebrar entre l'1 i l'11 de setembre de 1999. La Mostra va obrir amb la pel·lícula Eyes Wide Shut i el Lleó d'Or fou atorgat a Yi ge dou bu neng shao de Zhang Yimou.

## Jurat
El jurat de la Mostra de 1999 va estar format per:
- Emir Kusturica (Sèrbia) (president)
- Marco Bellocchio (Itàlia)
- Maggie Cheung (Hong Kong)
- Jonathan Coe (GB) (crític)
- Jean Douchet (França) (crític)
- Shôzô Ichiyama (Japó)
- Arturo Ripstein (Mèxic)
- Cindy Sherman (EUA)
- Erick Zonca (França) (curtmetratges) (president)
- Hilke Doering (curador del festival) (curtmetratges)
- Andrea Occhipinti (Itàlia) (curtmetratges)

## Selecció oficial

### En competició
| Títol original             | Director(s)           | País de producció                  |
| -------------------------- | --------------------- | ---------------------------------- |
| Appassionate               | Tonino De Bernardi    | Itàlia                             |
| The Cider House Rules      | Lasse Hallström       | Estats Units                       |
| Crazy in Alabama           | Antonio Banderas      | Estats Units                       |
| Rien à faire               | Marion Vernoux        | França                             |
| Holy Smoke!                | Jane Campion          | Austràlia                          |
| Jesus' Son                 | Alison Maclean        | Canadà/ Estats Units               |
| Gojitmal                   | Jang Sun-woo          | Corea del Sud                      |
| Mal                        | Alberto Seixas Santos | Portugal                           |
| Le vent de la nuit         | Philippe Garrel       | França/ Itàlia/ Suïssa             |
| Pas de scandale            | Benoît Jacquot        | França                             |
| Nordrand                   | Barbara Albert        | Àustria/ Alemanya/ Suïssa          |
| Yi ge dou bu neng shao     | Zhang Yimou           | R.P. de la Xina                    |
| Une liaison pornographique | Frédéric Fonteyne     | Bèlgica/ França/ Suïssa/ Luxemburg |
| Guo nian hui jia           | Zhang Yuan            | R.P. de la Xina                    |
| Topsy-Turvy                | Mike Leigh            | Regne Unit                         |
| A domani                   | Gianni Zanasi         | Itàlia                             |
| The Venice Project         | Robert Dornhelm       | Estats Units/ Àustria              |
| Tydzien z zycia mezczyzny  | Jerzy Stuhr           | Polònia                            |
| Bad ma ra khahad bord      | Abbas Kiarostami      | Iran/ França                       |

## Seccions autònomes

### Setmana de la Crítica del Festival de Cinema de Venècia
Les següents pel·lícules foren exhibides com en competició per a aquesta secció:
- A Texas Funeral sw William Blake Herron /
- Frank Spadone de Richard Bean [6]
- Getting To Know You de Lisanne Skyler [7]
- Karvaan de Pankaj Butalia
- Mundo grúa de Pablo Trapero
- Questo è il giardino de Giovanni Davide Maderna
- Sennen-Tabito de Jinsei Tsuji

## Premis
- Lleó d'Or:
  - Yi ge dou bu neng shao (Zhang Yimou)
- Premi Especial del Jurat:
  - Bad ma ra khahad bord (Abbas Kiarostami)
- Lleó d'Argent:
  - Portrait of a Young Man Drowning (Teboho Mahlatsi)
- Copa Volpi:
  - Millor Actor: Jim Broadbent Topsy-Turvy
  - Millor Actriu: Nathalie Baye Une liaison pornographique
  - Menció Especial: Heng Tang Se-tong
- Medalla d'Or del President del Senat Italià:
  - Rien à faire (Marion Vernoux)
- Premi Marcello Mastroianni:
  - Nordrand (Nina Proll)
- Premi Luigi De Laurentiis Award:
  - Questo è il giardino (Giovanni Maderna)
  - Menció Especial: Bye Bye Africa (Mahamat Saleh Haroun)
- Lleó d'Or a la carrera:
  - Jerry Lewis
- Premi FIPRESCI:
  - Competició: Bad ma ra khahad bord (Abbas Kiarostami)
  - Seccions paral·leles: Being John Malkovich (Spike Jonze)
- Premi OCIC:
  - Jesus' Son (Alison Maclean)
  - Premi Especial: Tydzien z zycia mezczyzny (Jerzy Stuhr)
  - Premi Especial: Guo nian hui jia (Zhang Yuan)
- Premi UNICEF:
  - Yi ge dou bu neng shao (Zhang Yimou)
- Premi UNESCO:
  - Zion, Auto-Emancipation (Amos Gitai)
  - Civilisées (Randa Chahal Sabag)
- Premi Pasinetti:
  - Millor Film: Maurizio Zaccaro (Un uomo perbene)
  - Millor Actor: (Sergi López i Ayats) Une liaison pornographique
  - Millor Actriu: (Valeria Bruni Tedeschi) Rien à faire
  - Menció Especial: Guo nian hui jia (Zhang Yuan)
- Premi Pietro Bianchi:
  - Dino De Laurentiis
- Premi Isvema:
  - Questo è il giardino (Giovanni Maderna)
- Premi FEDIC:
  - Il dolce rumore della vita (Giuseppe Bertolucci)
  - Premi Especial: The Protagonists (Carlo Croccolo)
  - Menció Especial: The Protagonists (Luca Guadagnino)
  - Menció Especial: Típota (Fabrizio Bentivoglio)
  - Menció Especial: Enzo, domani a Palermo! (Daniele Ciprì i Franco Maresco)
- Petit Lleó d'Or:
  - Jesus' Son (Alison Maclean)
- Premi Anicaflash:
  - Mundo grúa (Pablo Trapero)
- Premi Elvira Notari:
  - Holy Smoke! (Kate Winslet i Jane Campion)
- Premi Cult Network Italia:
  - Mundo grúa (Pablo Trapero)
- Premi FilmCritica "Bastone Bianco":
  - Eyes Wide Shut (Stanley Kubrick)
- Premi Festival Digital de la Pel·lícula del Futur:
  - Hakuchi (Macoto Tezuka)
  - Menció Especial: Being John Malkovich (Spike Jonze)
- Premi Laterna Magica:
  - Yi ge dou bu neng shao (Zhang Yimou)
- Premi Sergio Trasatti:
  - Yi ge dou bu neng shao (Zhang Yimou)
- Premi CinemAvvenire :
  - Millor pel·lícula sobre la relació entre l'home i la natura: Ame agaru (Takashi Koizumi)
  - Millor pel·lícula: Bad ma ra khahad bord (Abbas Kiarostami)
  - Millor primera pel·lícula: Bye Bye Africa (Mahamat Saleh Haroun)
  - Premi Cinema per la Pau: Closed Door (Atef Hetata)
- Premi Nens i Cinema:
  - Guo nian hui jia (Zhang Yuan)
- Premi Nens i Cinema - Menció Especial:
  - Ritratti: Mario Rigoni Stern (Carlo Mazzacurati)
- Premi banda sonora Rota:
  - Come te nessuno mai (Paolo Buonvino)
- Premi Especial al Director:
  - Zhang Yuan